# Megachile cincta
Megachile cincta là một loài Hymenoptera trong họ Megachilidae. Loài này được Fabricius mô tả khoa học năm 1781.